# Christian X của Đan Mạch
Christian X của Đan Mạch (Christian Carl Frederik Albert Alexander Vilhelm; ngày 26 tháng 09 năm 1870 – ngày 20 tháng 04 năm 1947) là vua của Vương quốc Đan Mạch giai đoạn 1912-1947 và là vua duy nhất của Iceland, giữa năm 1918 và năm 1944.
Ông là vị vua thứ ba của Đan Mạch thuộc nhà Glücksburg và là thành viên đầu tiên của gia đình ông kể từ thế kỷ 16 được sinh ra trong một gia đình Vương thất Đan Mạch, cả cha và ông nội của ông đã được sinh ra như là hoàng tử của một gia đình công tước nhỏ ở Đức. Một trong những anh em trai của ông là Vua Haakon VII của Na Uy.

## Sinh trưởng
Christian được sinh ra vào ngày 26 tháng 09 năm 1870 tại Cung điện Charlottenlund ở thành phố Gentofte gần Copenhagen là con trai của Thái tử Frederick của Đan Mạch và vợ là Lovisa của Thụy Điển, người con còn sống duy nhất của Vua Charles XV của Thụy Điển. Ngài được rửa tội trong nhà nguyện của Cung điện Christiansborg vào ngày 31 tháng 10 năm 1870 bởi Giám mục Zealand, Hans Lassen Martensen.

## Hôn nhân và con cái
Christian kết hôn với Alexandrine, Vương hậu Đan Mạch tại Cannes vào ngày 26 tháng 04 năm 1898, cô là con gái của Frederick Francis III, Đại Công tước của Mecklenburg-Schwerin và Nữ Đại Công tước Anastasia Mikhailovna của Nga. Họ có hai người con:
- Hoàng tử Frederick (1899-1972), sau trở thành vua Frederik IX của Đan Mạch
- Hoàng tử Knud (1900-1976), sau trở thành Knud, Hoàng tử thế tục của Đan Mạch

## Cái chết
Nhà vua qua đời trong cung Cung điện Amalienborg, Copenhagen, năm 1947, Christian X được mai táng cùng các thành viên khác của gia đình hoàng gia Đan Mạch trong Nhà thờ Roskilde gần Copenhagen.

## Hậu duệ
| Tên                                 | Chân dung   | Ngày sinh                 | Ngày mất                  | Người phối ngẩu                          | Con cái                                                                                       |
| ----------------------------------- | ----------- | ------------------------- | ------------------------- | ---------------------------------------- | --------------------------------------------------------------------------------------------- |
| Frederick IX, vua của Đan Mạch      | không khung | ngày 11 tháng 03 năm 1899 | 14 tháng 01 năm 1972      | Công chúa Ingrid của Thụy Điển           | Margrethe II, Nữ vương Đan Mạch Công chúa Benedikte của Đan Mạch Anna-Maria, Vương hậu Hy Lạp |
| Knud, Hoàng tử thế tục của Đan Mạch | không khung | ngày 27 tháng 07 năm 1900 | ngày 14 tháng 06 năm 1976 | Công chúa Caroline-Mathilde của Đan Mạch | Công chúa Elisabeth của Đan Mạch Bá tước Ingolf của Rosenborg Bá tước Christian của Rosenborg |

## Danh hiệu
- 26 tháng 9 năm 1870 – 29 tháng 1 năm 1906: Vương tôn Christian của Đan Mạch Điện hạ
- 29 tháng 1 năm 1906 – 14 tháng 5 năm 1912: Vương Thái tử Christian của Đan Mạch Điện hạ
- 14 tháng 5 năm 1912 – 1 tháng 12 năm 1918: Quốc vương Bệ hạ
- 1 tháng 12 năm 1918 – 17 tháng 6 năm 1944: Quốc vương của Đan Mạch và Iceland Bệ hạ
- 17 tháng 6 năm 1944 – 20 tháng 4 năm 1947: Quốc vương Đan Mạch Bệ hạ